# Munywa
Munywa (ang. Monywa) – miasto w zachodniej Mjanmie, w prowincji Sikong, nad rzeką Czinduin (prawy dopływ Irawadi). W spisie ludności z 29 marca 2014 roku liczyło 207 489 mieszkańców.

## Galeria obrazów

Monywa
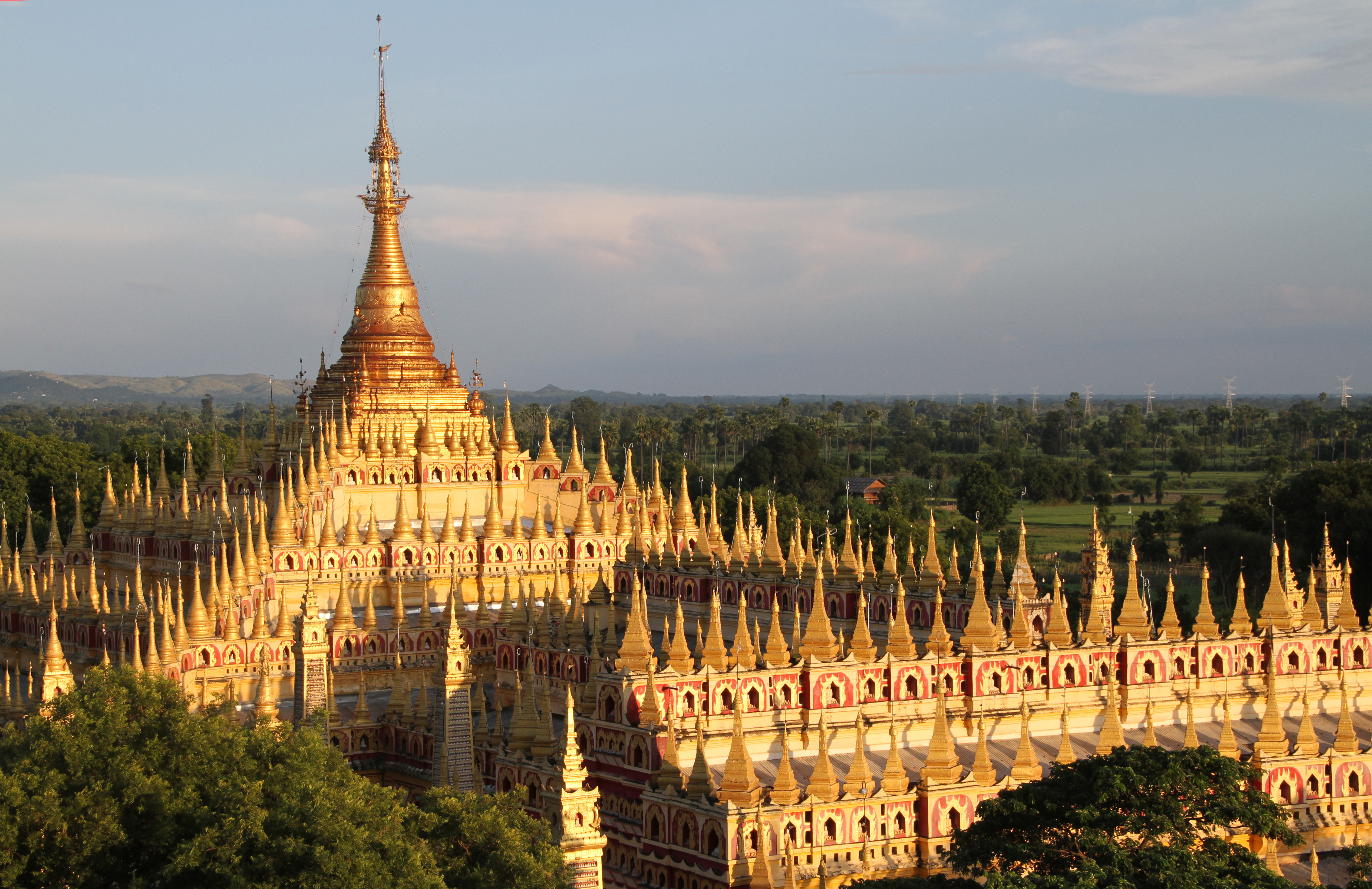
Thanboddhay
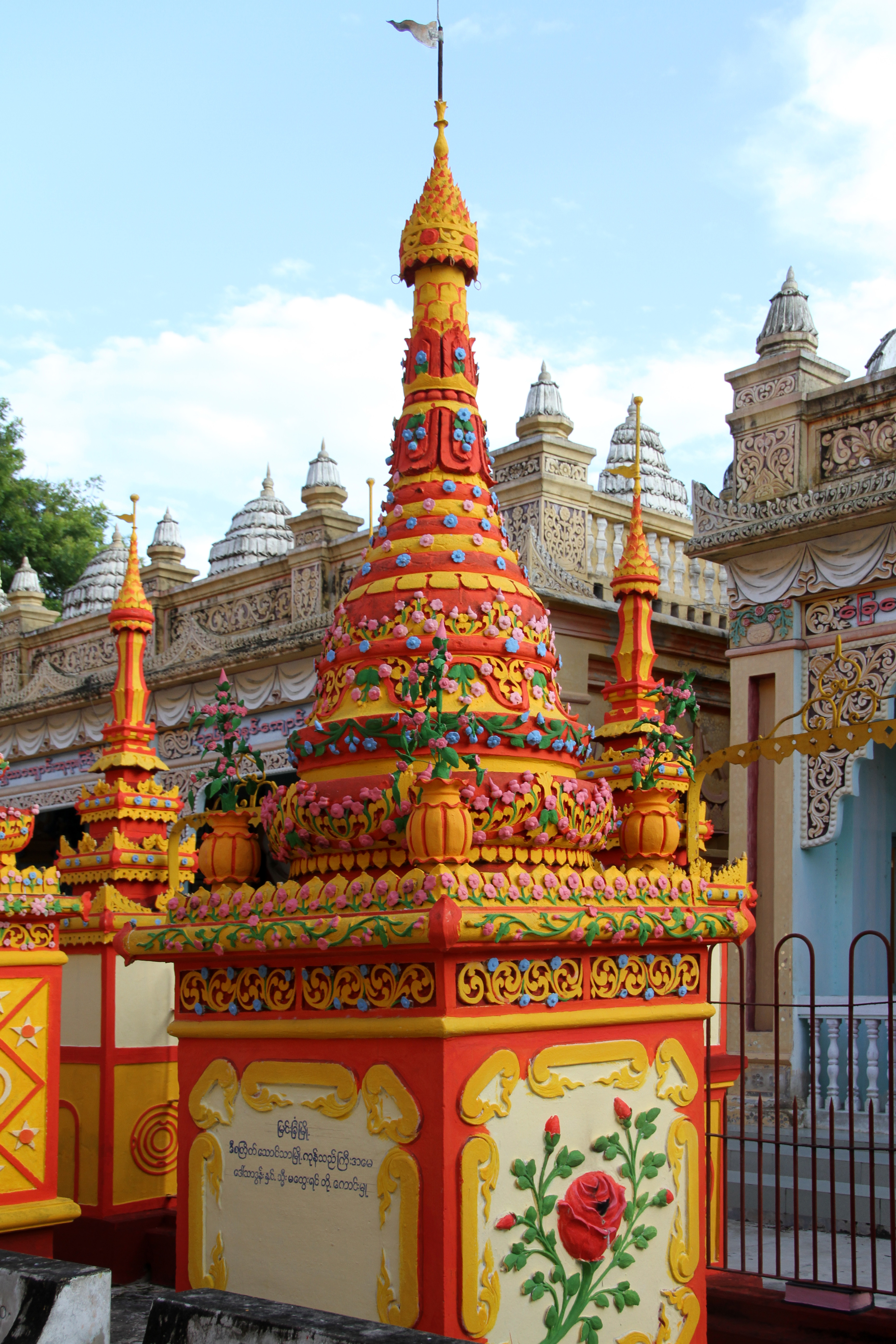
Thanboddhay
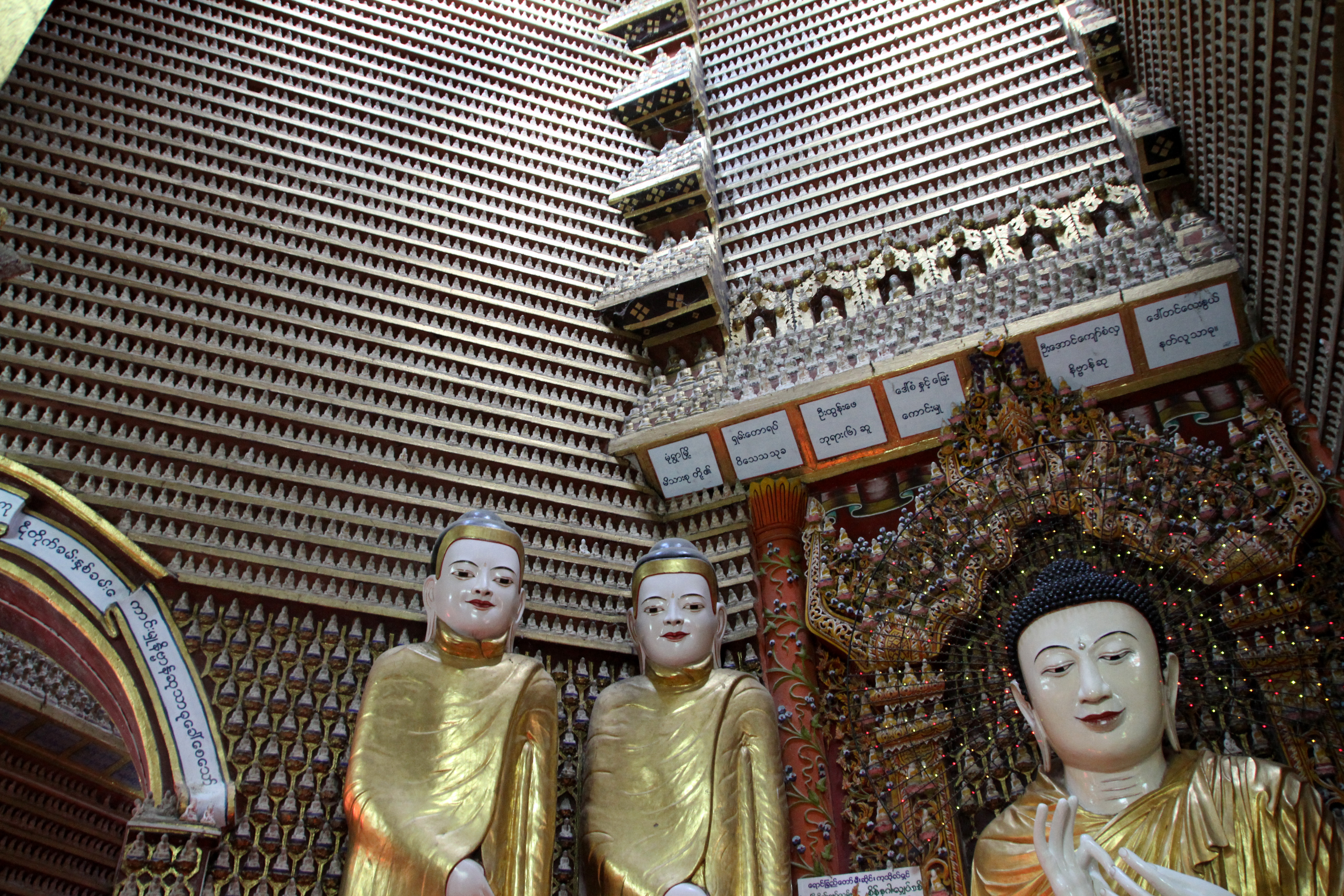
Thanboddhay
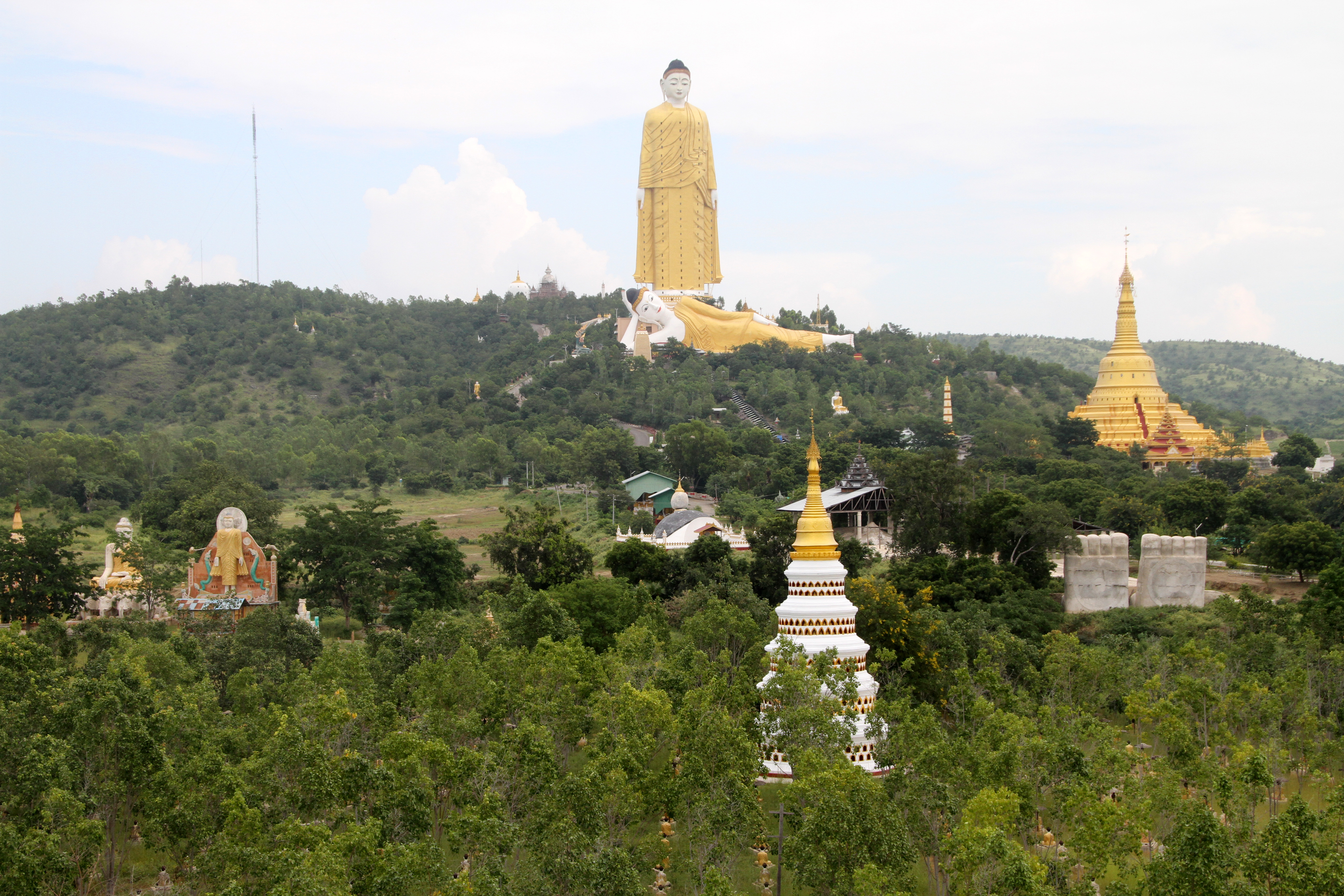
Po Khaung
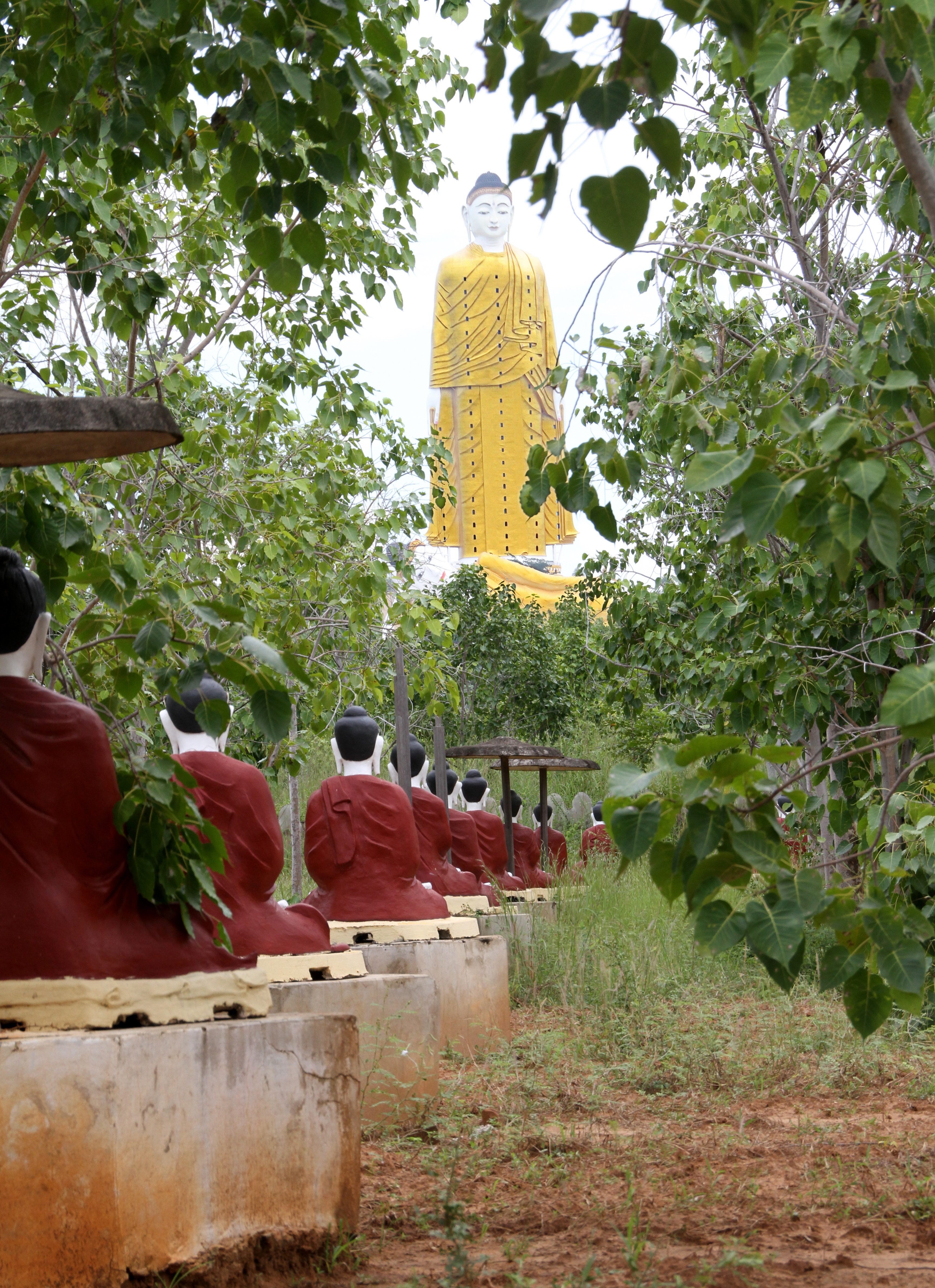
Po Khaung
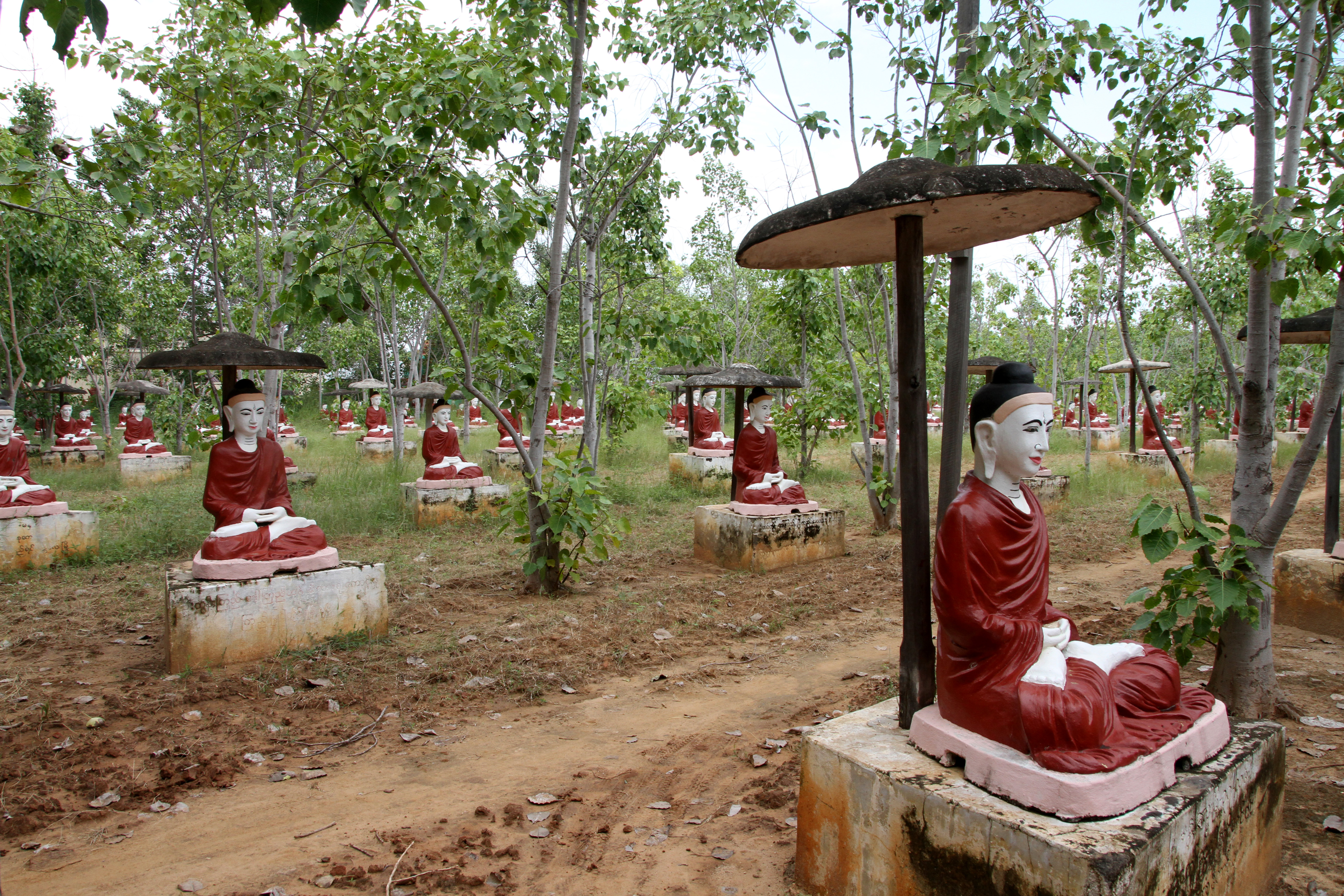
Po Khaung
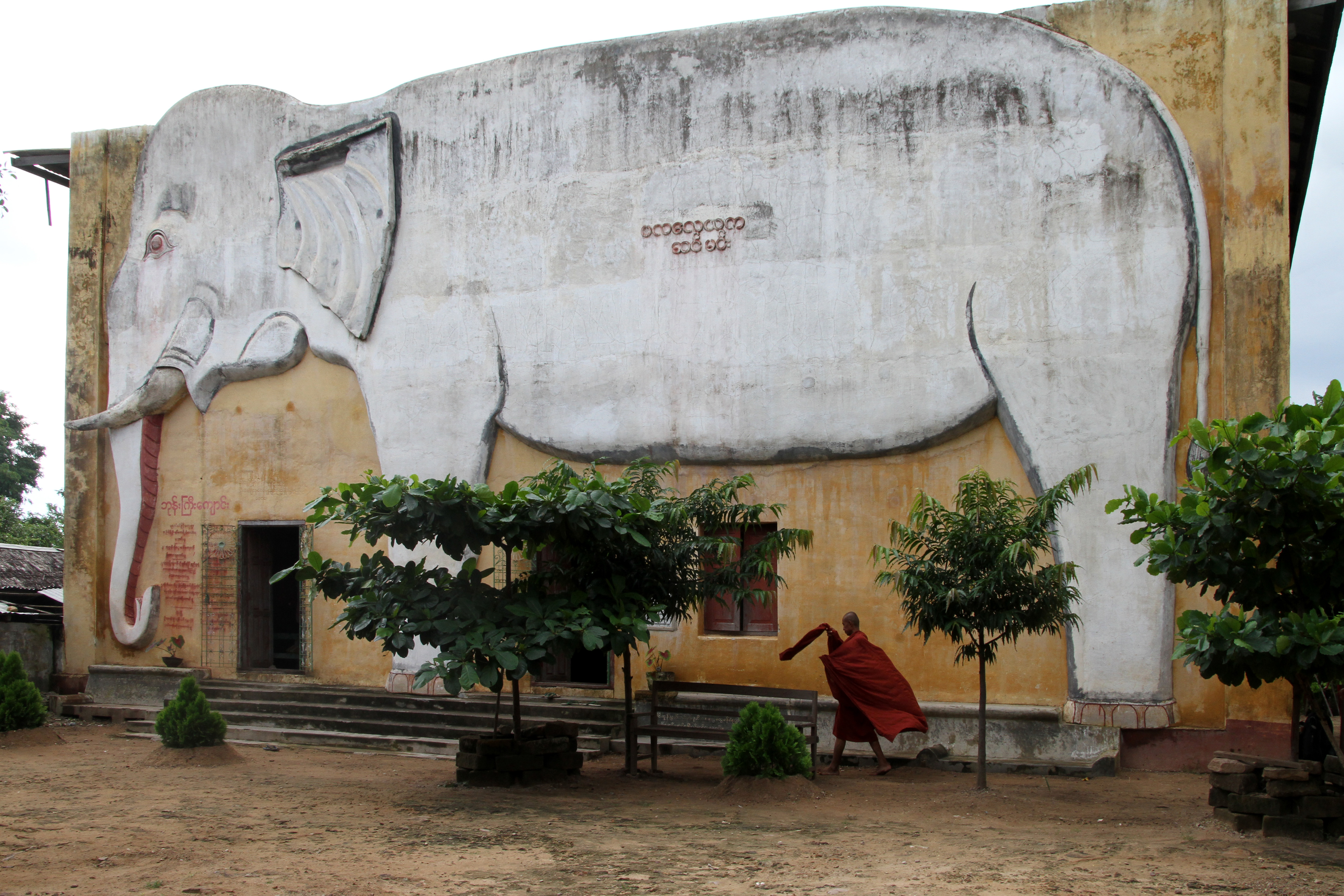
Minzu
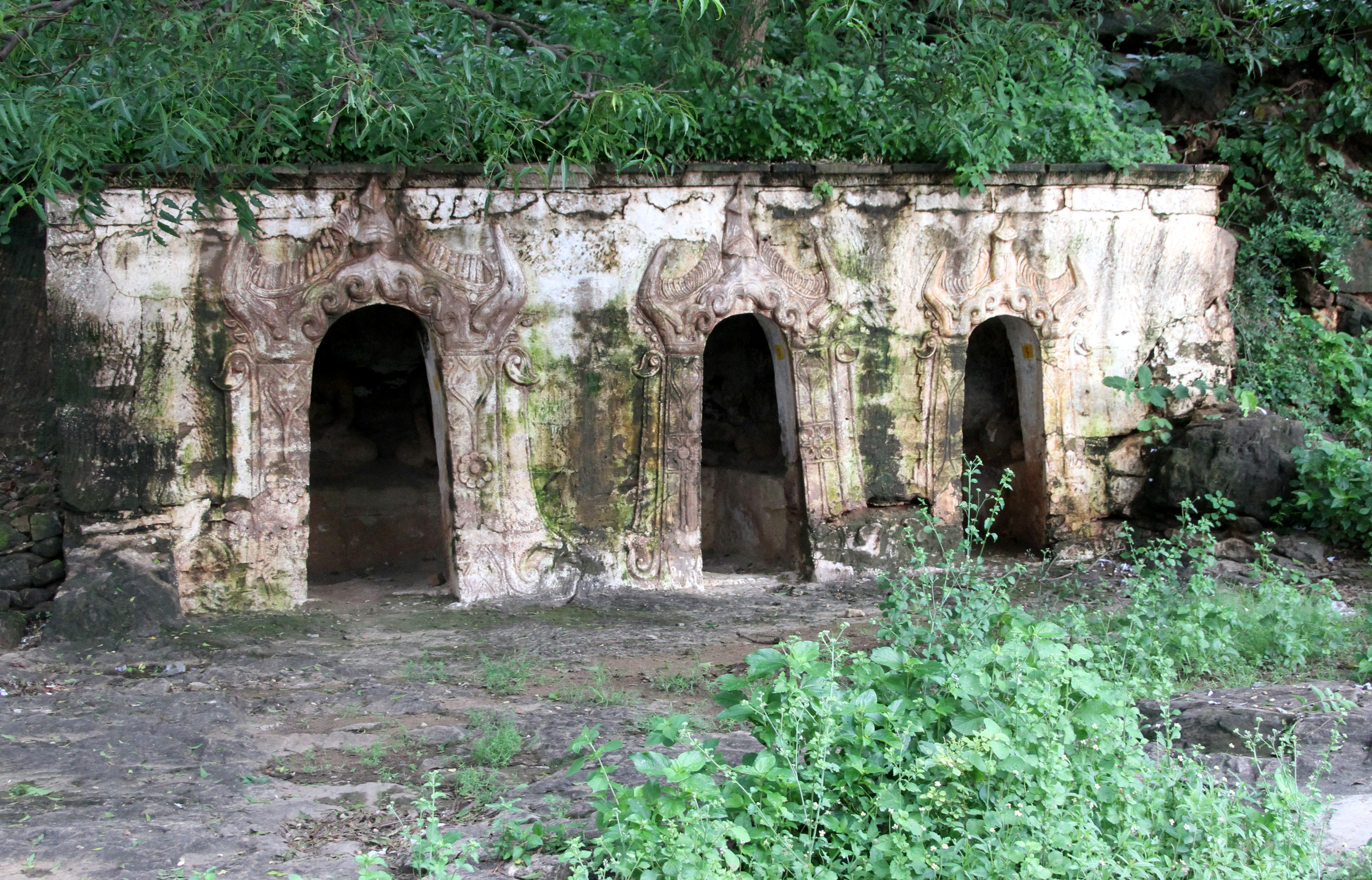
Hpo Win Daung
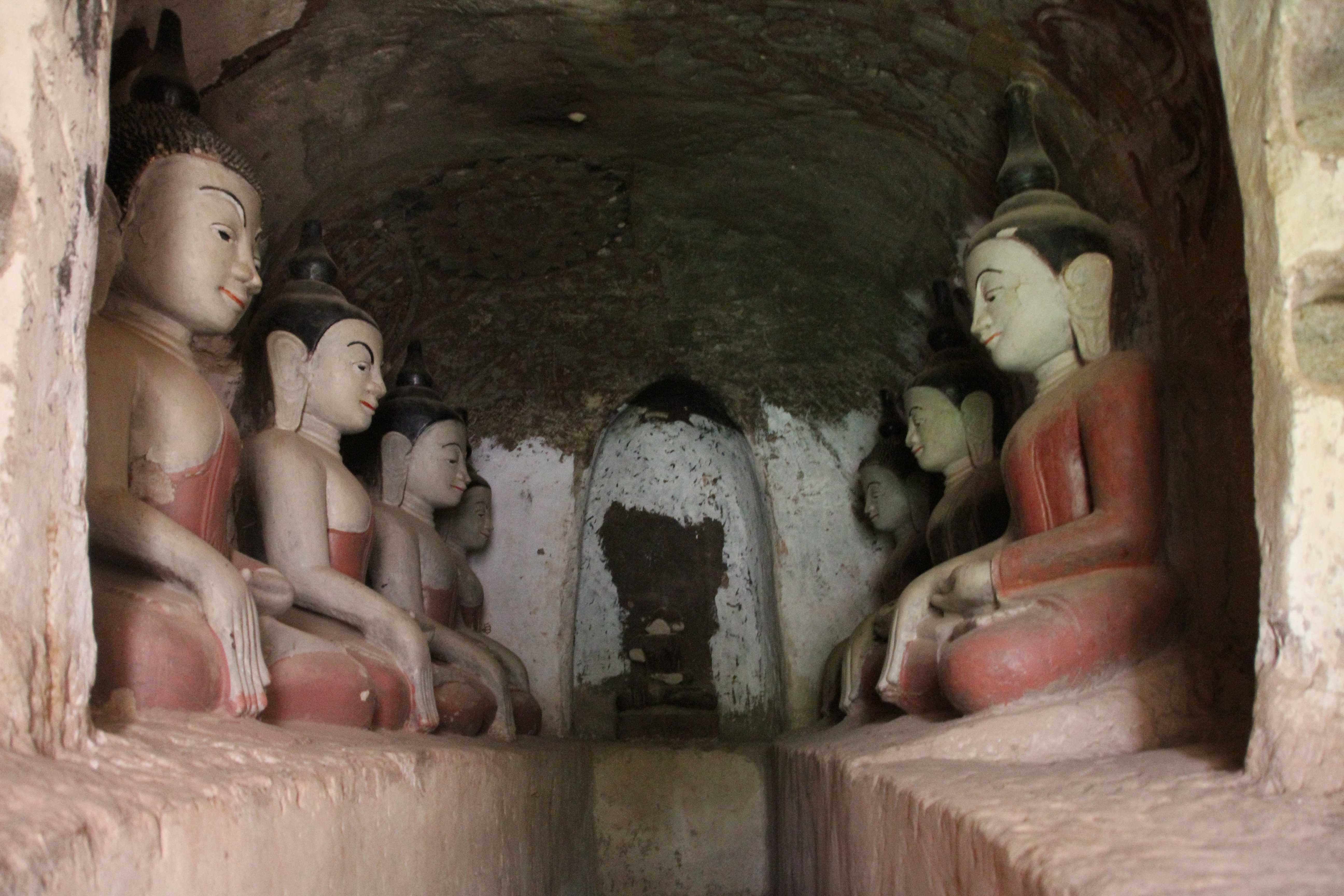
Hpo Win Daung